# Lispocephala atroflava
Lispocephala atroflava este o specie de muște din genul Lispocephala, familia Muscidae, descrisă de Willi Hennig în anul 1952. Conform Catalogue of Life specia Lispocephala atroflava nu are subspecii cunoscute.